# Campylopus cockaynii
Campylopus cockaynii är en bladmossart som beskrevs av R. Brown ter 1897. Campylopus cockaynii ingår i släktet nervmossor, och familjen Dicranaceae. Inga underarter finns listade i Catalogue of Life.